# Neopsylla musseri
Neopsylla musseri är en loppart som beskrevs av Beaucournu et Burden 1999. Neopsylla musseri ingår i släktet Neopsylla och familjen mullvadsloppor. Inga underarter finns listade i Catalogue of Life.